# Caveau des Chase

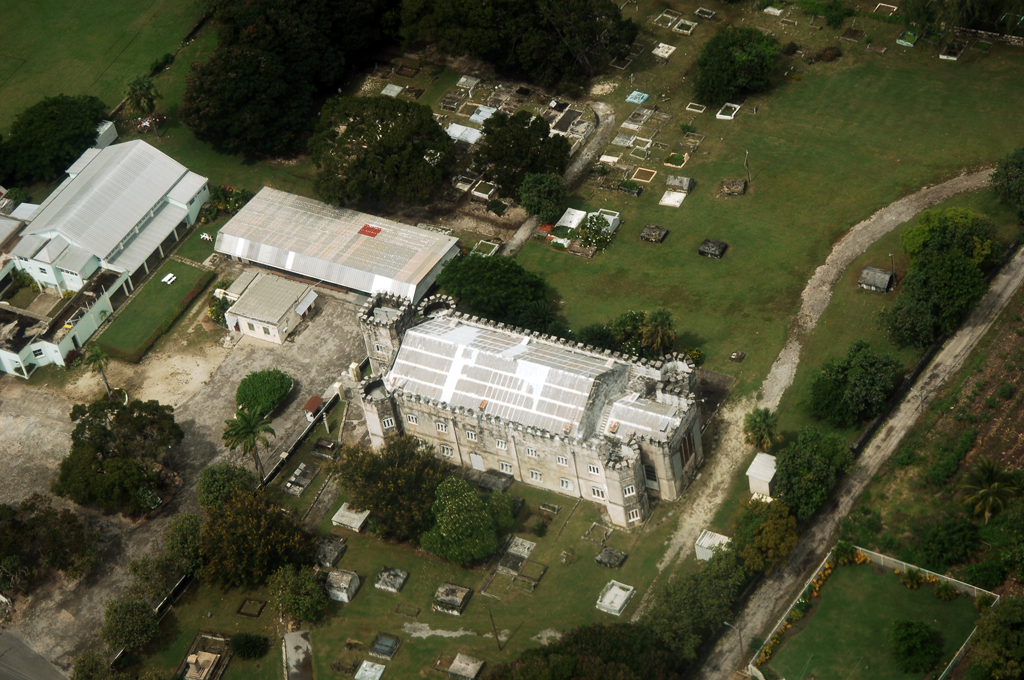
Église et cimetière de Christ Church

Le caveau des Chase est un caveau funéraire situé dans le cimetière de l'église paroissiale de Christ Church à la Barbade, mieux connu pour sa légende des « cercueils qui dansent ». Selon elle, à chaque ouverture du caveau lourdement scellé consécutive au décès d'un membre de la famille Chase au XIXe siècle, tous les cercueils de plomb qui y étaient déposés avaient changé de position. Les faits de ce récit restent non vérifiés et les sceptiques qualifient ces affirmations  d'« historiquement douteuses ».

## L'histoire
La première version de l'histoire à avoir été publiée apparaît, en 1833 dans Transatlantic Sketches de James Edward Alexander. Selon ce dernier, une certaine Mme Goddard a été enterrée dans le caveau en 1807, suivie en 1808 par Ann Maria Chase et Dorcas Chase en 1812. Quand le caveau fut ouvert fin 1812 pour l'enterrement de Thomas Chase, il a été rapporté que les cercueils des jeunes filles Chase avaient été trouvés « dans un état confus, ayant été apparemment éjectés de leur emplacement initial. » Alexander écrit que lorsque le caveau fut ultérieurement ouvert « pour recevoir le corps d'un autre nourrisson, les quatre cercueils, tous en plomb et très lourds, avaient été beaucoup dérangés » et que des perturbations semblables furent observées lors de l'ouverture du caveau pour des enterrements en 1816 et 1819. 

« Chaque fois que le caveau a été ouvert, les cercueils ont été replacés dans la situation appropriée, c'est-à-dire, trois au sol côte à côte, et les autres par-dessus ceux-ci. Le caveau a alors été régulièrement fermé; la porte (une pierre massive qui a nécessité six ou sept hommes pour la déplacer) a été cimentée par des maçons ; et bien que le sol ait été fait de sable, il n'y avait aucune trace de pas ou d'eau. La dernière fois que le caveau a été ouvert date de 1819. Lord Combermere était alors présent, et les cercueils ont été retrouvés jetés de manière confuse dans le caveau, certains avec la tête vers le bas et d'autres vers le haut. Qu'est-ce qui pourrait avoir occasionné ce phénomène ? Ceci ne s'est jamais produit dans aucun autre caveau de l'île. Était-ce un tremblement de terre qui l'a occasionné, ou les effets d'une inondation à l'intérieur du caveau ? »

Différentes versions de l'histoire sont apparues au cours des ans, notamment dans des publications en 1844 et 1860.

## Les origines
Selon l'auteur Jerome Clark, l'histoire du caveau des Chase semble provenir des anecdotes racontées par Thomas H. Orderson, recteur de Christ Church dans les années 1800. Orderson a donné « des exposés contradictoires » du récit, chacun contenant des variations. Clark avance que l'histoire a été plus tard écrite en 1833 dans Transatlantic Sketches d'Alexander, et répétée la même année dans The Mirror of Literature, Amusement, and Instruction de Reuben Percy,.
Clark avance que la plupart des histoires qui ont proliféré au sujet du caveau des Chase faisaient référence à des sources qui pourraient se baser sur les différentes versions d'Orderson, et que le folkloriste Andrew Lang a identifié les différentes versions évoquées par Orderson dans un article  édité en décembre 1907 dans Folk-Lore Journal. Après avoir compulsé la documentation existante pour déterminer la véracité des histoires au sujet du caveau des Chase, Lang a rapporté qu'il n'a pu pas leur trouver de justification, ni dans le registre funéraire de Christ Church, ni dans les journaux contemporains sur la Barbade, hormis dans « un conte de première main non publié » d'un certain Nathan Lucas, qui a prétendu avoir été présent à l'ouverture du caveau en 1820.

## Allégorie maçonnique?
L'enquêteur sceptique Joe Nickell a confirmé que les histoires concernant le caveau des Chase ont souvent été répétées, mais il les a qualifiées d'« historiquement douteuses ». Nickell, qui avait étudié précédemment un prétendu canular maçonnique impliquant un trésor enterré à l'île Oak, a affirmé que l'histoire de la Barbade a été façonnée autour de l'allégorie maçonnique « d'un caveau secret » qui, selon un texte maçonnique, « était… dans les mystères antiques, symbolique de la mort, où la seule vérité divine doit être trouvée. » Nickell a écrit que deux des hommes nommés dans l'histoire du caveau des Chase étaient francs-maçons, et qu'un conte semblable a circulé en 1943 et qu'il incluait spécifiquement une partie des francs-maçons et un caveau contenant le fondateur de la franc-maçonnerie à la Barbade. Nickell a noté que les histoires concernant le caveau des Chase ont été chargées avec des symboles et des expressions que les francs-maçons auraient identifiés.